# Fiera di Primiero
Fiera di Primiero es una localidad y comune italiano de la provincia de Trento, región de Trentino-Alto Adigio, con 521 habitantes. Es el municipio de menor superficie de toda Italia.

## Evolución demográfica
| Gráfica de evolución demográfica de Fiera di Primiero entre 1861 y 2001 |
|                                                                         |
| Fuente ISTAT - elaboración gráfica de Wikipedia                         |